# ラッセル・バークレー
ラッセル・バークレー（Russell A. Barkley, 1949年12月27日 - ）は、研究を専門とするアメリカの心理学者。注意欠陥・多動性障害(ADHD)研究の権威であり、アメリカ最大のADHDの親の会CHADDの協議会で基調演説を行っている。ニュースレターADHD Report編集。

## 略歴
ノースカロライナ大学チャペルヒル校卒。ボーリング・グリーン州立大学で修士号とPh.D.取得。1978年、ウィスコンシン医科大学とミルウォーキー小児病院に神経心理学部門を設立し、1985年まで主任を務めたのち、マサチューセッツ大学医療センターでADHDクリニックを設立。ニューヨーク州立大学北部医科大学精神医学部教授。

## 著書
- 「バークレイ先生が語る ADHDの子どもの上手な指導法 ビデオ (1)」 中央法規出版 (2002/09)
- 「バークレー先生の反抗的な子も、8ステップでうまくいく」ヴォイス (2001/04)
- 「バークレー先生のADHDのすべて」 ヴォイス (2000/6/1)